# Cystopelta
Cystopelta ist eine Gattung von Nacktschnecken aus der Unterordnung der Landlungenschnecken (Stylommatophora). Es ist die einzige Gattung der Familie Cystopeltidae. Die derzeit bekannten vier Arten sind in Südaustralien beheimatet.

## Merkmale
Das Gehäuse ist zu einem dünnen, hornigen Plättchen reduziert oder fehlt ganz. Ausgestreckt messen die Tiere bis etwa 37 mm. Der Eingeweidesack ist relativ groß, stark gewölbt und deutlich abgesetzt vom Fuß. Er überragt auf beiden Seiten des Fußes und hängt etwas herunter. Pedale und suprapedale Grube vereinigen sich nicht am Ende des Fußes. Eine Schleimgrube ist schwach entwickelt, aber ein Kaudalhorn kann vorhanden sein. Der Kiefer besteht aus zahlreichen, schmalen Platten. Die Augen sind gut entwickelt. Im zwittrigen Genitalapparat sind Prostata und Uterus verwachsen. Der Samenleiter dringt apikal in den kurzen Epiphallus ein. Intern besitzt dieser drei bis vier längliche Pilaster. Der Penis kann einen Fortsatz haben; dieser kann allerdings auch fehlen. Die interne Oberfläche des Penis zeigt einige wenige axiale Pilaster. Der Penisretraktormuskel setzt am Übergang von Penis zu Epiphallus an. Die Spermatophore ist eine weißlich-gelbe Kapsel. Im weiblichen Teil ist der freie Eileiter relativ lang und tritt in die kurze Vagina durch eine große Papille ein. Die Spermathek ist relativ groß, mit einem kurzen Stiel und nicht direkt mit der Albumindrüse verbunden.

## Geographische Verbreitung, Vorkommen und Lebensweise
Die Gattung Cystopelta mit ihren vier Arten kommt nur im südlichen Australien (New South Wales, Victoria, südliches Queensland und Tasmanien) vor. Die Tiere leben in Wäldern unter Laubstreu, Baumstämmen und Rinde.

## Systematik
Die Familie der Cystopeltidae wird zur Überfamilie der Punctoidea gerechnet.  Derzeit ist nur eine Gattung mit vier Arten bekannt.
- Cystopelta Tate, 1881
  - Cystopelta petterdi Tate, 1881
  - Cystopelta bicolor Petterd and Hedley, 1909
  - Cystopelta astra Iredale, 1937
  - Cystopelta purpurea Davies, 1912